# Islamski džihad
Islamski džihad (arap.: حركة الجهاد الإسلامي في فلسطين, Harakat al-Jihād al-Islāmi fi Filastīn)  je sunitska, islamistička i palestinska naoružana skupina koju podupire Sirija. Cilj ove skupine je uspostava muslimanske države u Palestini i uništenje izraelske države u svetom ratu. Politički vođa je Mohammad al-Hindi. Vođa skupine na Zapadnoj obali je Bassam al-Saadi. Skupinu su označili kao terorističku: Europska unija, Ujedinjeno Kraljevstvo, SAD, Kanada, Australija, Izrael i Japan.
Skupina definira džihad kao ratni čin protiv Izraela. Islamski džihad je također protivnik velikog broja arapskih vlada, koje su prema njima previše liberalne i zapadno orijentirane. Oružani ogranak skupine Al-Quds brigade, preuzeo je na sebe odgovornost za veliki broj napada u Izraelu, uključujući i samoubilačke. Njihova sposobnost napada na ciljeve u Izraelu smanjena je od kada je Izrael dao sagraditi sigurnosnu ogradu oko Zapadne obale i poslije izolacije Gaze, iako i dalje prijete valom "mučeničkih operacija". Skupina je odgovorna za granatiranja izraelskih gradova u kojima su poginuli i povrjeđeni civili. Napadi su prouzročili i velika pomjeranja u naseljima u južnom Izraelu. Rakete uglavnom ispaljulju iz područja u Gazi koje kontrolira Hamas.
Palestinski Islamski džihad je osnovan 1970–ih u oblasti Gaze kao ogranak egipatskog Islamskog džihada. Organizaciono je puno slabiji od Hamasa i nedostaje mu široka socijalna mreža kojoj Hamas ima pristup. Smatra se da skupinu financira i Hezbollah. Skupina je bila više puta u sukobu s Hamasom od kada je Hamas preuzeo vlast u Pojasu Gaze 2007.